# Rockdelux
Rockdelux est une revue musicale espagnole, spécialisée dans l'étude des nouvelles tendances du pop et rock alternatif et indépendant et de la musique électronique, publiée de novembre 1984 à mai 2020, puis éditée exclusivement en ligne depuis décembre 2020.

## Histoire

Ancien logo.

Fondée à Barcelone en novembre 1984, Rockdelux succède à la revue Rock Espezial, créée en 1981 par une partie de l'équipe rédactionnelle de Vibraciones, une publication de référence des années 1970. En avril 1999, lors de la parution du no 162, Rockdelux commence à inclure un disque compact dans chaque numéro. Chacun d'eux est consacré à un seul producteur. Parmi ceux-ci, on compte Esan Ozenki, Fierce Panda Records, Sub Pop ou Warp Records.
En octobre 2002, la revue célèbre son no 200, avec une édition spéciale de 198 pages, comportant la liste des deux cents meilleurs disques du XXe siècle, préparée par les collaborateurs de la revue. Le disque compact comporte 21 chansons originales (21 inéditos y exclusivos) d'artistes comme Nacho Vegas, Fermin Muguruza, Chucho, Los Planetas, Nosoträsh, Piano Magic avec Darren Hayman, Refree, Nina Nastasia, Dominique A, M. Ward, et Sr. Chinarro.
En janvier 2011, la revue compte 291 numéros publiés.
Le magazine est édité exclusivement en ligne depuis décembre 2020.

## Publication
Rockdelux est une revue mensuelle en espagnol. Son numéro ISSN est le 1138-2864. La rédaction est à Barcelone.
Elle est dirigée par Santi Carrillo, Juan Cervera et Francesc Vaz. Le coordinateur de rédaction est Miquel Botella. Parmi ses collaborateurs, on compte Ricardo Aldarondo, Adrián de Alfonso, Kiko Amat, Jordi Bianciotto, Javier Blànquez, Quim Casas Moliner, Xavier Cervantes, Nando Cruz, Esteve Farrés, Desirée de Fez, Juan Manuel Freire, Rodrigo Fresán, Pablo Gil, Eduardo Guillot, Víctor Lenore, Ferran Llauradó, Luís Lles, David Morán, David S. Mordoh, Joan Pons, David Saavedra, Gerardo Sanz, Félix Suárez, Ramon Súrio, et Luis Troquel.
Chaque année, un numéro spécial est publié en janvier, présentant les sorties marquantes de l'année écoulée, en matière d'albums (espagnols et internationaux), de singles, de chansons, de films et de concerts. Le dossier sur l'année 2010, publié dans le no 291, de janvier 2011, occupe 32 pages. En mars, ce sont les choix des lecteurs qui sont publiés.